# Municipalité régionale de Durham
La Municipalité régionale de Durham (aussi appelée la Région de Durham) est une municipalité régionale canadienne de l'Ontario. Au recensement de 2016, on y a dénombré une population de 645 862 habitants.

## Situation
Elle est située à l'est de Toronto sur un territoire d'environ 2 500 km2.
La Région de Durham fait partie du Grand Toronto, mais Oshawa, Whitby et Clarington font partie de la division de recensement d'Oshawa. Le centre administratif de la région se trouve à Whitby.
La partie sud de la région, sur les berges du lac Ontario, st principalement suburbaine, et la partie nord est composée de petites villes et de zones rurales. Il y a une réserve indienne sur le territoire de Durham: les Mississaugas de Scugog Island.

## Chronologie municipale
La Région de Durham a été fondée en 1974 en tant que l'un des nouveaux gouvernements régionaux. créés principalement dans les régions urbaines et suburbaines en haute croissance.

## Histoire
Elle est composée de territoires qui formaient autrefois le Comté d'Ontario et les Comtés unis de Northumerland et Durham.
Sa création fut le résultat de plusieurs études des années 1960 sur la gouvernance municipale dans Oshawa et les communautés limitrophes. Le résultat fut est tout de même différent de ce qui avait été envisagé au premier abord. La ville de Pickering aurait fusionné avec le Toronto Métropolitain, et certaines municipalités plus à l'est en aurait fait partie tels le canton de Hope et la ville de Port Hope.

## Composition
La Municipalité régionale de Durham est composée des municipalités suivantes :

Région du Grand Toronto

- La ville de Pickering
- La ville d'Ajax
- La ville de Whitby
- La ville d'Oshawa
- La municipalité de Clarington
- Le canton d'Uxbridge
- Le canton de Scugog
- Le canton de Brock

## Gouvernement local
La Municipalité régionale est gouvernée par le Conseil régional de Durham qui est composé des maires des municipalités composantes ainsi que des conseillers régionaux élus directement dans chaque municipalité. La liste suivante indique le nombre de conseillers régionaux élus dans chaque municipalité:
- Pickering - 3
- Ajax - 2
- Whitby - 3
- Oshawa - 7
- Clarington - 2
- Uxbridge - 1
- Scugog - 1
- Brock - 1

Le conseil est dirigé par un président (Chair) qui est choisi par le conseil lui-même plutôt que par élection directe. Le président actuel est Roger Anderson. En 2006, Pickering, Ajax et Oshawa ont posé une question référendaire non-exécutoire sur l'élection du président. Plus de 80 % ont voté en faveur d'un président élu directement. Il se peut donc que ce soit une question importante durant le mandat du conseil actuel.
Le conseil actuel a été élu en novembre 2006. Les prochaines élections auront lieu en 2010.

## Toponyme
Son nom fait référence à Durham en Angleterre.